# Lista över biskopar i Ribe stift
Ribes biskopsdöme upprättades år 948 eller kort tid före kung Gorm. Ursprungligen fanns det två biskopar för biskopssätet, en dansk biskop och en tysk biskop, som befann sig i exil i Bremen. Först omkring år 1050 slogs ämbetena samman. De första danska biskoparna fick sin utbildning i England och eventuellt även i Normandie.

## Katolska biskopar
| Tyska biskopar: - 948 - ?. Leofdag eller Liafdag - 988 - 1000. Folkbert, Folgbert, Fulbert eller Folbract. | Danska biskopar: - ca. 947 - ? Odinkar Hvide, Odinkar den äldre - o. 1000 – 1043. Odinkar den yngre. Utbildad i England, son till Toke, jarl av Vendsyssel. Hans far ägde en tredjedel av Vendsyssel. |

- ca. 1043 – 1060. Val
- ca. 1060 - 1085. Odder
- ca. 1085 – 1122. Gerold eller Jareld
- ca. 1122 eller ca. 1114 – 1134. Thore eller Thure
- 1134 - ? Nothold
- ? – 1142 Asger
- 1142 – 1162. Helias eller Elias
- 1162 – 1170(71). Radulf
- 1171 – 1177. Stephan
- 1178 – 1204. Omer
- 1204 – 1214. Oluf
- 1214 – 1230. Tuve
- 1230 – 1246. Gunner
- 1246 – 1273. Esger
- 1273 – 1288. Tyge
- 1288 – 1313. Christiern
- 1313 – 1327. Jens Hee
- 1327 – 1345. Jakob Splitaf
- 1345 – 1364. Peder Thuresen
- 1365 – 1369. Mogens Jensen
- 1369 – 1388. Jens Mikkelsen
- 1389 – 1409. Eskil
- 1409 – 1418. Peder Lykke
- 1418 – 1454. Christiern Hemmingsen
- 1454 – 1465. Henrik Stangeberg
- 1465 – 1483. Peder Nielsen Lodehat
- 1483 – 1498. Hartvig Juel
- 1499 – 1536. Iver Munk

## Biskopar efter reformationen
- 1537 – 1541 Johann Wenth
- 1541 – 1561 Hans Tausen
- 1562 – 1569 Poul Madsen
- 1569 – 1594 Hans Laugesen
- 1595 – 1614 Peder Jensen Hegelund
- 1614 – 1629 Iver Iversen Hemmet
- 1629 – 1634 Jens Dinesen Jersin
- 1635 – 1643 Hans Brorchardsen
- 1643 – 1650 Erik Monrad

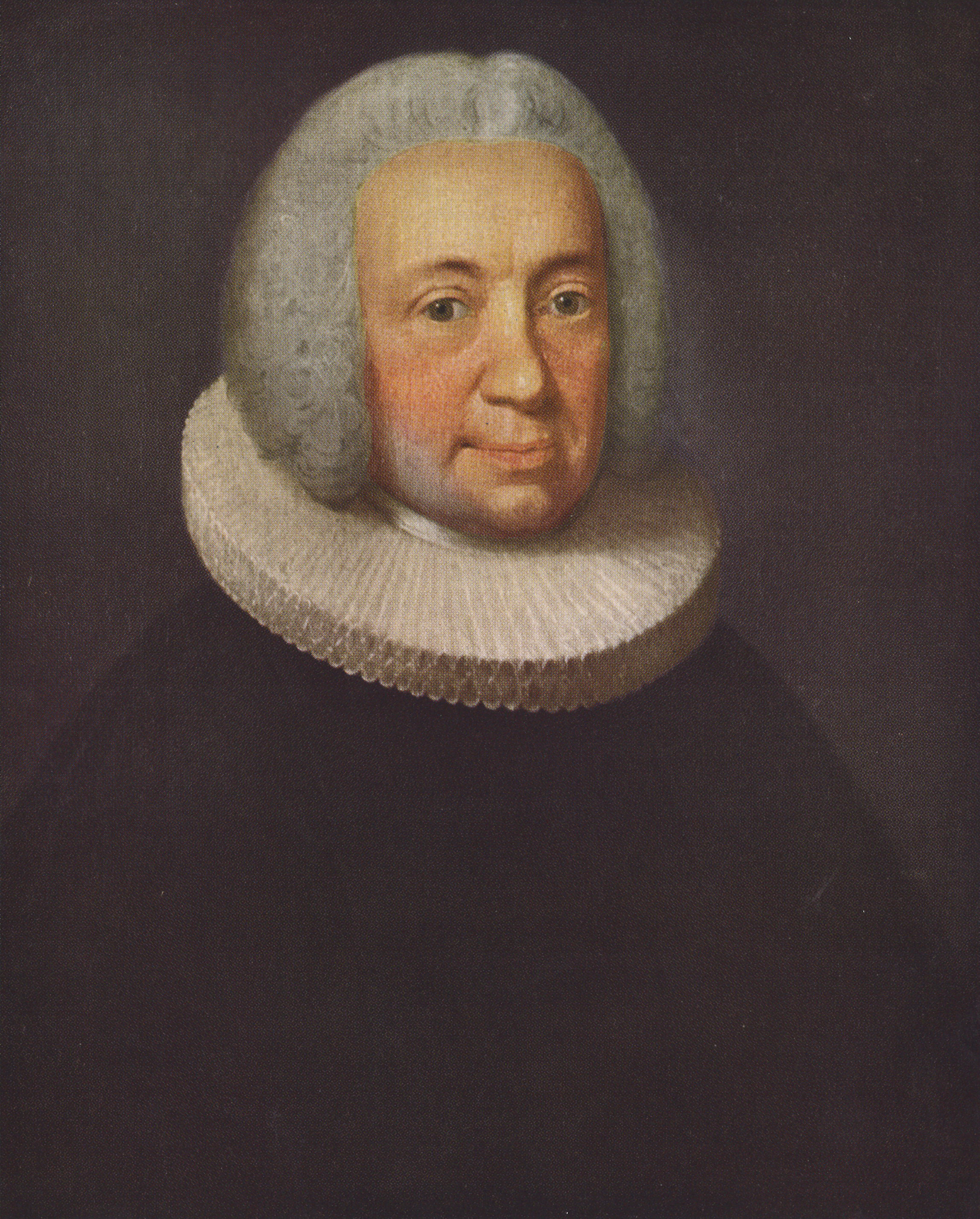
Hans Adolph Brorson, biskop 1741–1764.

- 1650 – 1681 Peder Jensen Kragelund
- 1681 – 1693 Christen Jensen Lodberg
- 1693 – 1701 Ancher Anchersen
- 1701 – 1712 Christian Muus
- 1712 – 1713 Johannes Ocksen
- 1713 – 1731 Laurits Thura
- 1731 – 1741 Mathias Anchersen
- 1741 – 1764 Hans Adolph Brorson
- 1764 – 1773 Jørgen Carstens Bloch
- 1773 – 1774 Eiler Hagerup
- 1774 – 1786 Tønne Bloch
- 1786 – 1811 Stephan Middelboe
- 1811 – 1818 Victor Christian Hjort
- 1819 – 1819 Stephan Tetens
- 1819 – 1825 Jens Michael Hertz
- 1825 – 1831 Conrad Daniel Koefoed
- 1831 – 1833 Nicolai Fogtmann
- 1833 – 1849 Tage Christian Müller
- 1850 – 1867 Jacob Brøgger Daugaard
- 1867 – 1895 Carl Frederik Balslev
- 1895 – 1901 Carl Viggo Gøtzsche
- 1901 – 1922 Peter Gabriel Koch
- 1923 – 1930 Oluf Olesen
- 1930 – 1939 Søren Mejsen Westergaard
- 1939 – 1949 Carl Immanuel Scharling
- 1949 – 1956 Morten Christian Lindegaard
- 1956 – 1980 Henrik Dons Christensen
- 1980 – 1991 Helge Skov
- 1991 – 2003 Niels Holm
- 2003 – 2014 Elisabeth Dons Christensen
- 2014 – pågående Elof Westergaard